# 브라질의 공휴일
브라질의 공휴일은 다음과 같다.
| 날짜      | 공휴일 이름            | 비 고 |
| --------- | ---------------------- | ----- |
| 1월 1일   | 새해 첫날              |       |
| 4월 21일  | 티라덴테스             |       |
| 5월 1일   | 노동절                 |       |
| 9월 7일   | 독립기념일             |       |
| 10월 12일 | 아파레시다 성인 기념일 |       |
| 11월 2일  | 위령의 날              |       |
| 11월 15일 | 공화국 선포일          |       |
| 12월 25일 | 크리스마스             |       |